# Échame la culpa
"Échame la culpa" é uma canção do cantor porto-riquenho Luis Fonsi e da cantora americana Demi Lovato. Fonsi co-escreveu a música com Alejandro Rengifo e seus produtores Andrés Torres e Mauricio Rengifo. A música foi lançada pela Universal Music Latin Entertainment, Republic Records e Island Records em 17 de novembro de 2017.
A canção atingiu o número um na Espanha, bem como os dez maiores da França, Hungria, Portugal, Eslováquia e Suíça, os 20 maiores na Áustria, Bélgica, Itália e Noruega, e os melhores trinta na Alemanha, Escócia e Suécia.

## Lançamento e promoção
Lovato primeiro postou uma foto do videoclipe via Instagram em 21 de outubro de 2017, ao qual Fonsi comentou: "O que é isso Demi?...", e mais tarde postou para a imagem dos bastidores em seu próprio Instagram, legendado: "Terminado! Está feito!", ao qual Lovato respondeu: "Olá, Fonsi". Em 1 de novembro de 2017, a MTV News informou que a colaboração será intitulada "Blame Me", uma música que Fonsi cantou apenas durante shows ao vivo durante o verão. Em entrevista a Billboard no iHeartRadio Fiesta Latina em Miami, Fonsi admitiu: "É uma música divertida, um disco divertido, já filmamos o vídeo". Ele também revelou que a música faria sua estreia em duas semanas. Em um vídeo compartilhado pela Billboard em 13 de novembro de 2017, Lovato e Fonsi podem ser vistos se reunindo através do FaceTime, discutindo detalhes sobre a colaboração. Em 14 de novembro de 2017, Lovato foi as mídias sociais para anunciar a data de lançamento, juntamente com um trecho da música com apenas sua parte, quando Fonsi postou uma cena dele mesmo deitado na cama com travesseiros cobertos pelo título da música. Em 17 de novembro de 2017, Fonsi publicou uma foto de um caminhão com ele e Lovato, bem como citações curtas, incluindo "¿Qué pasa Demi?" (português: o que há de Demi?) e "Hey, Fonsi". Fonsi disse ao Viva Latino: "As letras são muito alegres. É esse um jogo de palavras, esse clichê famoso de 'Não é você, sou eu que muitos de nós usamos em relacionamentos'. Em 12 de abril de 2018, Fonsi cantou a música ao vivo junto com a cantora alemã Helene Fischer durante um medley com "Despacito" no Prêmio Echo.

## Recepção crítica
Jon Caramanica, do The New York Times, chamou a música de "um número alegre e festivo", e sentiu que Lovato cantou em "cortes" e "apenas marginalmente menos confortável do que sua parte em língua inglesa com estrangulamentos que emprega em outro lugares da música". Deepa Lakshmin da MTV News escreveu que é "igualmente infeccioso" como "Despacito". Ross McNeilage, da mesma publicação, considerou a música "um hino de potência absoluta que irá fazer mais do que o "Despacito" já fez", e deu crédito ao "impecável espanhol de Demi e à química inegável de Fonsi e Lovato". Bianca Gracie do Fuse a considerou como "uma atualização bem-vinda longe do "Despacito" em andamento."

## Videoclipe
O videoclipe primeiro ocorre no quarto de Lovato, antes que a dupla se encontre em um armazém abandonado e comecem uma festa de dança. Em suas primeiras 24 horas de lançamento, o vídeo acumulou mais de 17 milhões de visualizações, um recorde para Lovato.
O vídeo tornou-se o quinto videoclipe mais rápido na história a alcançar 100 milhões de visualizações no YouTube, tornando-se a colaboração mais rápida da história a chegar a esse marco, o quarto videoclipe mais rápido da história a chegar a 200 milhões de visualizações no YouTube, tornando-se a colaboração mais rápida da história a atingir esse marco e o quarto vídeo mais rápido da história a alcançar 300 milhões de visualizações no YouTube, tornando-se a colaboração mais rápida da história a alcançar esse marco.

## Performances ao vivo
Fonsi e Lovato fizeram sua performance de estréia em dueto durante a Turnê Mundial Tell Me You Love Me de Lovato na American Airlines Arena em Miami, Estados Unidos, em 30 de março de 2018. Em 12 de abril de 2018, Fonsi cantou a música ao vivo junto com a cantora alemã Helene Fischer durante uma mistura com "Despacito" no Prêmio Echo. Em 27 de maio de 2018, Fonsi cantou a música com Lovato durante o Biggest Weekend da BBC Music. A canção está incluída em ambas as set-list das turnês Love + Dance World Tour de Fonsi e Tell Me You Love Me World Tour de Lovato.

## Desempenho nas tabelas musicais
| Chart (2017–18)                                | Maior posição |
| ---------------------------------------------- | ------------- |
| O campo songid é OBRIGATÓRIO PARA PARADA ALEMÃ | 6             |
| Argentina (Monitor Latino)                     | 1             |
| Austrália (ARIA)                               | 80            |
| Áustria (Ö3 Austria Top 75)                    | 1             |
| Bélgica (Ultratop 50 de Flandres)              | 9             |
| Bélgica (Ultratop 50 da Valônia)               | 3             |
| Bolívia (Monitor Latino)                       | 1             |
| Brasil (Billboard Brasil)                      | 47            |
| Brasil (Pro Música)                            | 36            |
| Canadá (Canadian Hot 100)                      | 35            |
| Canadá (Billboard AC)                          | 24            |
| Canadá (Billboard Hot AC)                      | 40            |
| Chile (Monitor Latino)                         | 1             |
| Colômbia (National-Report)                     | 5             |
| Costa Rica (Monitor Latino)                    | 1             |
| Croácia (HRT)                                  | 13            |
| Estados Unidos (Billboard Hot 100)             | 47            |
| Estados Unidos (Billboard Hot Latin Songs)     | 3             |
| El Salvador (Monitor Latino)                   | 1             |
| El Salvador (SloTop50)                         | 1             |
| Equador (National-Report)                      | 1             |
| Europa (Billboard Euro Digital Songs)          | 7             |
| Escócia (Scottish Singles Chart)               | 25            |
| Eslováquia (Rádio Top 100)                     | 1             |
| Eslováquia (Singles Digitál Top 100)           | 3             |
| Espanha (PROMUSICAE)                           | 1             |
| Filipinas (Philippine Hot 100)                 | 48            |
| França (SNEP)                                  | 3             |
| Grécia (IFPI)                                  | 16            |
| Guatemala (Monitor Latino)                     | 1             |
| Honduras (Monitor Latino)                      | 1             |
| Hungria (Rádiós Top 40)                        | 4             |
| Hungria (Dance Top 40)                         | 4             |
| Hungria (Stream Top 40)                        | 5             |
| Israel (Media Forest TV Airplay)               | 2             |
| Itália (FIMI)                                  | 6             |
| Letônia (Latvijas Top 40)                      | 13            |
| Líbano (Lebanese Top 20)                       | 1             |
| Luxemburgo (Billboard)                         | 1             |
| México (Monitor Latino)                        | 1             |
| México (Billboard Mexico Airplay)              | 1             |
| Países Baixos (Dutch Top 40)                   | 2             |
| Romênia (Mega Top 50)                          | 3             |
| Nicáragua (Monitor Latino)                     | 5             |
| Noruega (VG-lista)                             | 12            |
| Nova Zelândia (RMNZ)                           | 3             |
| Panamá (Monitor Latino)                        | 1             |
| Países Baixos (Single Top 100)                 | 17            |
| Paraguai (Monitor Latino)                      | 1             |
| Peru (Monitor Latino)                          | 1             |
| Polónia (Polish Airplay Top 100)               | 4             |
| Portugal (AFP)                                 | 2             |
| Reino Unido (UK Singles Chart)                 | 46            |
| República Checa (Rádio Top 100)                | 1             |
| República Checa (Singles Digitál Top 100)      | 18            |
| República Dominicana (Monitor Latino)          | 17            |
| Romênia (Airplay 100)                          | 6             |
| Rússia (Tophit)                                | 13            |
| Suécia (Sverigetopplistan)                     | 6             |
| Suíça (Schweizer Hitparade)                    | 2             |
| Uruguai (Monitor Latino)                       | 1             |
| Venezuela (National-Report)                    | 4             |

| Chart (2018)          | Maior posição |
| --------------------- | ------------- |
| Argentina (CAPIF)     | 2             |
| Eslováquia (SloTop50) | 1             |

| Chart (2017)                      | Posição |
| --------------------------------- | ------- |
| Hungria (Single Top 40)           | 49      |
| Hungria (Stream Top 40)           | 77      |
| Chart (2018)                      | Posição |
| Alemanha (Official German Charts) | 10      |
| Argentina (Monitor Latino)        | 2       |
| Áustria (Ö3 Austria Top 40)       | 12      |
| Bélgica (Ultratop Flanders)       | 15      |
| Bélgica (Ultratop Wallonia)       | 26      |
| Canadá (Canadian Hot 100)         | 87      |
| Eslováquia (Monitor Latino)       | 7       |
| Eslováquia (SloTop50)             | 2       |
| Israel (Galgalatz)                | 39      |
| Itália (FIMI)                     | 28      |
| Países Baixos (Dutch Top 40)      | 7       |
| Países Baixos (Single Top 100)    | 57      |
| Polônia (ZPAV)                    | 49      |
| Romênia (Airplay 100)             | 25      |
| Suécia (Sverigetopplistan)        | 49      |
| Suíça (Schweizer Hitparade)       | 3       |

## Vendas e certificações
| Região | Certificação | Vendas   |
| --- | ------------ | -------- |
| Alemanha (BVMI) | Platina      | 400.000^ |
| Áustria (IFPI Áustria) | Ouro         | 15.000*  |
| Bélgica (BEA) | Platina      | 30.000*  |
| Brasil (Pro-Música Brasil) | Diamante     | 160.000* |
| Canadá (Music Canada) | Platina      | 80.000^  |
| Espanha (PROMUSICAE) | 4× Platina   | 160.000^ |
| Estados Unidos (RIAA) | 3× Platina   | 180.000‡ |
| França (SNEP) | Platina      | 150.333* |
| Itália (FIMI) | 3× Platina   | 150.000‡ |
| México (AMPROFON) | 2× Platina   | 150.000* |
| Portugal (AFP) | Platina      | 10.000‡  |
| Suécia (GLF) | 2× Platina   | 80.000^  |
| *números de vendas baseados somente na certificação ^distribuições baseadas apenas na certificação ‡vendas+valores de streaming baseados somente na certificação |              |          |

## Histórico de lançamento
| País           | Data                   | Formato                                           | Gravadora                       | Ref.            |
| -------------- | ---------------------- | ------------------------------------------------- | ------------------------------- | --------------- |
| Mundo          | 17 de novembro de 2017 | Download digital                                  | Universal Latin Republic Island | [ 124 ]         |
| Itália         | 8 de dezembro de 2017  | Sucesso de Rádio contemporâneo                    | Universal                       | [ 125 ]         |
| Estados Unidos | 30 de janeiro de 2018  | Sucesso de Rádio contemporâneo                    | Universal Latin                 | [ 126 ] [ 127 ] |
| Mundo          | 2 de março de 2018     | Download digital (Not on You remix)               | Universal Latin Republic Island | [ 128 ]         |
| Estados Unidos | 6 de março de 2018     | Sucesso de Rádio contemporâneo                    | Universal Latin Republic Island | [ 129 ]         |
| Itália         | 9 de março de 2018     | Sucesso de Rádio contemporâneo (Not on You remix) | Universal                       | [ 130 ]         |
| Reino Unido    | 4 de março de 2018     | [ 131 ]                                           | Universal                       |                 |